# Ernest Gellner
 (octobre 2008).
Si vous disposez d'ouvrages ou d'articles de référence ou si vous connaissez des sites web de qualité traitant du thème abordé ici, merci de compléter l'article en donnant les références utiles à sa vérifiabilité et en les liant à la section « Notes et références ».
Ernest Gellner (Montrouge, 9 décembre 1925 - Prague, 5 novembre 1995) est un anthropologue, sociologue et philosophe britannique d'origine tchèque. Il est connu pour ses travaux sur la modernité et la modernisation, ainsi que par sa défense du rationalisme critique et de l'universalisme des Lumières.
Il est en même temps professeur de philosophie et d'anthropologie sociale et culturelle. Il enseigne de 1949 à 1984 la philosophie, la sociologie et l'histoire des idées politiques à la London School of Economics dont il est professeur titulaire de philosophie de 1962 à 1984 et professeur distingué de l'Académie Britannique (Fellow of the British Academy) en 1974.
Il enseigne également à l'Université de Cambridge de 1984 à 1993, et au Kings' College de Cambridge de 1984 à 1992. Il devient Boursier surnuméraire (Supernumerary Fellow) de 1992 à 1993.
Il termine sa carrière à  l'Université d'Europe centrale de Prague dont il est professeur résident et directeur de son Centre d'études sur le nationalisme de 1993 à 1995.
Ses recherches s'inscrivent dans la tradition philosophique de Karl Popper et dans la tradition sociologique de Durkheim et de Max Weber. Pour Perry Anderson, de tous les sociologues weberiens, Gellner est celui qui « est resté le plus proche des problèmes intellectuels centraux de Weber ».

## Biographie
Ernest Gellner né à Montrouge en 1925, de nationalité tchécoslovaque, est considéré comme un exilé juif de langue allemande mais reste pleinement européen. Le père d'Ernest, Rudolf Gellner, travaillait comme journaliste, avant de devenir un petit entrepreneur. Comme de nombreux germanophones de la Bohême, Rudolf a dû apprendre la langue tchèque à la suite de la création de la Tchécoslovaquie (1918). Rudolf a combattu pendant la Première Guerre mondiale. Il vécut également en Sibérie. Quand Ernest est né, Rudolf étudiait à Paris mais peu de temps après, la famille a déménagé à Prague où Ernest a fréquente un lycée anglais (Grammar School).
En 1939, avec l'arrivée du nazisme en Europe, sa famille est obligée de s'enfuir au Royaume-Uni.  Une des sœurs de Rudolf habitait déjà en Angleterre. Le 10 mars 1939, Adolf Hitler ordonne l'entrée de l'armée allemande dans Prague, une conséquence des accords de Munich. Cette même année, Ernest Gellner, âgé de 13 ans, est autorisé à traverser l'Allemagne en prenant le train, avec sa mère et sa sœur, pour aller au Royaume-Uni. Les hommes adultes n'étant pas autorisés à voyager, son père a traversé la Pologne illégalement. Par deux fois, il est renvoyé, mais sa troisième tentative réussit. Avec l'aide de d'amis russes du temps de la Première Guerre mondiale, Rudolf Gellner obtint à Varsovie les visas de transit qui lui sauve la vie. Il passe ensuite par la Suède, avant d'arriver en Angleterre, retrouvant sa famille à Londres. Le frère de Rudolf Gellner, Otto, mourut dans l'Holocauste.
Ernest et sa famille ont d'abord habité à Highgate, au nord de Londres avant de déménager vers St Albans, où Ernest étudie à la St Albans County Grammar School. Il est un bon étudiant et obtient une bourse d'études pour le Balliol College, à Oxford. Ironiquement, Gellner dira dans une entrevue avoir profité d'une "politique à la Coloniale Portugaise", que maintenaient les natifs en paix, conférant aux plus aptes d'entre les plus pauvres la permission d'étudier.
À Oxford, Gellner a étudié la philosophie, la politique et l'économie (Philosophy, Politics and Economics -PPE). Il interrompt ses études pendant une année pour combattre pendant la Seconde Guerre mondiale, et incorpore la brigade Tchèque. À 19 et 20 ans, le jeune Ernest participe au siège de la cité de Dunkerque, peu après le débarquement en Normandie.
Après l'armistice, il participe aux commémorations et aux parades militaires de la victoire à Prague. Il n'y reste que peu de temps, l'opposition entre les Etats-Unis et l'Union soviétique s'intensifiant, l'Armée Rouge demande aux militaires tchèques de sortir et de revenir au secteur américain après les commémorations.

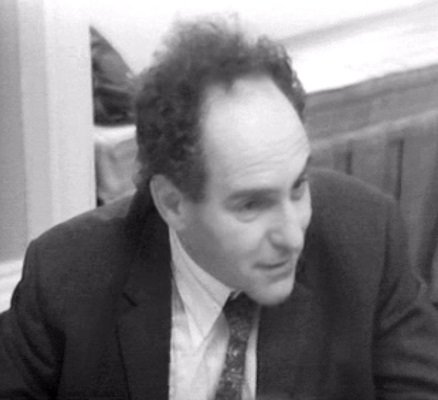
Ernest Gellner.

En 1945, il retourne en Angleterre et y termine ses études avec distinction (first class honors) en 1947. La même année, il commence sa carrière académique comme auxiliaire du professeur John MacMurray (en) à la faculté de philosophie morale de l'Université d'Édimbourg. En 1949, il va à Londres pour enseigner la sociologie à la London School of Economics (LSE), où il devient professeur en 1962. Il y poursuit la plus grande partie de sa carrière universitaire.
À partir de 1954, Gellner fait plusieurs voyages en Afrique du Nord, pour des recherches anthropologiques, son nouveau domaine de prédilection et entre en contact avec les Berbères dans les monts de l'Atlas. Ce travail aboutira avec son doctorat en anthropologie sociale, sous l'orientation des professeurs Raymond Firth et Paul Sterling.
Lors de ces séjours, il est en contact direct avec la religion musulmane, ce qui a fait l'objet de plusieurs de ses livres, notamment Saints of the Atlas publié en 1969.
En 1979, encore à la LSE, il devient professeur de philosophie. En 1984, il devient le professeur William Wyse d'anthropologie sociale à l'Université de Cambridge.
L'évolution universitaire de Gellner est original et marque son œuvre. Ayant débuté dans la philosophie, il a évolué vers la sociologie puis vers l'anthropologie sociale. Comme il le dit dans une entrevue en 1991, ce changement de domaine est une échappatoire à la philosophie linguistique :

« Et le paradoxe, l'ironie ultime, c'est qu'ayant fui la philosophie pour l'anthropologie, pas exclusivement mais en partie pour échapper à la philosophie du langage, je vois maintenant à mon âge que ce que je fuyais est à présent dominant dans l'anthropologie : ce que j'appelle le fléau hermeneutique, inspiré en partie par Wittgenstein, est devenu récemment très influent dans l'anthropologie. Je pense qu'il est aussi aberrant en anthropologie qu'en philosophie. C'est ironique qu'il semble qu'il me poursuive. »

— John Davis (février 1991), An Interview with Gellner
De 1989 à 1990, il vit en Union soviétique à la suite d'une invitation exceptionnelle par l'Académie des Sciences soviétique.
En 1992, Gellner se arrête de sa carrière académique en Angleterre et devient directeur du Centre pour l'étude du Nationalisme, dans la nouvelle Université Centre Européenne de Prague, où il se concentre sur les développements politiques en Europe de l'Est, qu'il connait bien, et pour laquelle il a un grand intérêt.

## Idées philosophiques
(Principaux ouvrages: Words and Things (nl), The Legitimation of Belief, Reason and Culture)
Les livres de Gellner offrent une excellente base pour l'étude de la philosophie. Gellner a systématisé comme peu d'autres auteurs la philosophie, la sociologie, l'anthropologie et l'histoire. C'est un cas rare d'homme de science ayant une aisance dans plusieurs disciplines, étant cosmopolite dans l'âme et possédant un véritable sens de l'humour.
Gellner ordonne la philosophie avec la phrase suivante :
« Chaque bébé philosophique venu au monde deviendra forcément ou bien un petit positiviste ou bien un petit hégélien ».
Gellner se situe clairement du côté rationaliste de la philosophie. Ce côté positiviste, comme il l'appelle, a un sens différent de celui que lui donne Auguste Comte, qui comme Gellner le dit « a combiné les deux réponses »[réf. nécessaire]. Gellner s'intéresse à la raison, au rationalisme. Nous pouvons presque dire que le rationalisme est sorti fumant de ses oreilles (Gellner a utilisé cette expression pour décrire Leonard Trelawny Hobhouse).
Ses héros sont David Hume, René Descartes, Emmanuel Kant, Bertrand Russell, Karl Popper[réf. nécessaire]. Ses scélérats Hegel, Wittgenstein, Nietzsche, Heidegger[réf. nécessaire].
Gellner se dit un « fondamentaliste de l'éclaircissement » (les Lumières)[réf. nécessaire], avec ironie en contrepoint du fondamentalisme islamique[réf. nécessaire], un tout autre courant plus actuel.

## Sociologie historique des nationalismes
Gellner est aussi connu pour son livre célèbre Nations and Nationalism, Nations et nationalisme (en traduction française - Payot, Paris, 1989). Dans cet ouvrage, il avance la thèse selon laquelle l'État ne serait pas seulement le détenteur de la violence légitime, mais surtout  le détenteur de l'éducation légitime. Car, l'État moderne  se doit de favoriser l'éducation parce que l'industrialisation et la croissance économique qui en découlent nécessitent une culture homogène indispensable à cette croissance, notamment par la possibilité qu'elle offre aux acteurs sociaux d'échanger leurs rôles dans une économie en perpétuel changement.

## Ouvrages
- Words and Things, A Critical Account of Linguistic Philosophy and a Study in Ideology, London: Gollancz; Boston: Beacon (1959). Also see correspondence in The Times, 10 November to 23 November 1959.
- Thought and Change (1964)
- Saints of the Atlas (1969)
- Contemporary Thought and Politics (1974)
- The Devil in Modern Philosophy (1974)
- Legitimation of Belief (1974)
- Spectacles and Predicaments (1979)
- Soviet and Western Anthropology (1980) (editor)
- Muslim Society (1981)
- Nations and Nationalism (1983)
- Relativism and the Social Sciences (1985)
- The Psychoanalytic Movement (1985)
- The Concept of Kinship and Other Essays (1986)
- Culture, Identity and Politics (1987)
- State and Society in Soviet Thought (1988)
- Plough, Sword and Book (1988)
- Postmodernism, Reason and Religion (1992)
- Reason and Culture (1992)
- Conditions of Liberty (1994)
- Anthropology and Politics: Revolutions in the Sacred Grove (1995)
- Liberalism in Modern Times: Essays in Honour of José G. Merquior (1996)
- Nationalism (1997)
- Language and Solitude: Wittgenstein, Malinowski and the Habsburg Dilemma (1998)

### Traductions françaises
- Nations et nationalismes, Payot, 1989.
- Les Saints de l'Atlas, Editions Bouchène, 2003.